# Leucochlaena
Leucochlaena é um gênero de traça pertencente à família Arctiidae.